# Carlos Real de Azúa
Carlos Real de Azúa (Montevideo, 15 de març de 1916 - Montevideo, 16 de juliol de 1977) fou un escriptor, historiador, sociòleg, politòleg, crític i assagista uruguaià.
Va ser membre de la famosa Generació del 45, juntament amb altres destacats intel·lectuals com Juan Carlos Onetti, Mario Benedetti, Sarandy Cabrera, Carlos Martínez Moreno, Ángel Rama, Idea Vilariño, Carlos Maggi, Alfredo Gravina, Mario Arregui, Amanda Berenguer, Manuel Flores Mora, Humberto Megget, Emir Rodríguez Monegal, Gladys Castelvecchi, José Pedro Díaz.

## Obra
- El patriciado uruguayo, Montevideo, 1961.
- El impulso y su freno, Montevideo, 1964.[2]
- Cronología comparada de la historia del Uruguay 1830-1945, Montevideo, 1966.
- Política, poder y partidos en el Uruguay de hoy, Montevideo, 1971.
- El clivaje mundial eurocentro – periferia y las áreas exceptuadas (para una comparación con el caso latinoamericano), Montevideo, 1975.
- Uruguay: ¿una sociedad amortiguadora? (posthume), Montevideo, 1985.